# Publicitate online

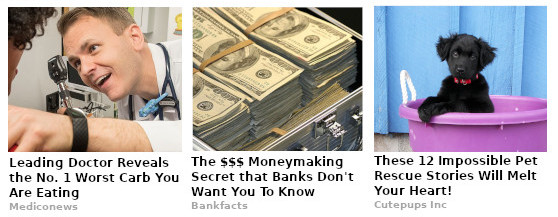
Example clickbait adverts.jpg

Publicitatea online, întâlnită sub numele de publicitate interactivă, marketing online sau publicitate pe internet, este o formă de publicitate în Internet, promovare a unei afaceri, care folosește media online (pagini web, newsletter, e-mail) pentru a transmite mesaje către clientela (audiența) dorită.
Există mai multe forme de promovare a reclamei online, printre care bannerele publicitare, publicitatea contextuală și reclama prin motoare de căutare.

## Avantaje
Printre avantajele publicității online se numără țintirea (targetarea) mai bună (ore, zone geografice, număr de afișări pe uitilizator) a clientelei dorite, posibilitatea de a oferi informații mai multe (prin bannere expandabile sau prin atragerea vizitatorului interesat către o pagină web cu mai multe informații) și posibilitatea de a interacționa dinamic cu potențialul client. Cele mai vestite platforme de publicitate online sunt Google AdWords și Microsoft AdCenter (Bing Ads). O campanie de publicitate online optimizată corect poate aduce venituri considerabile, atâta timp cât este centrată pe perioada potrivită de afișare a anunțurilor, orele zilei și zilele săptămânii, preferințele și caracteristicile publicului, varianta de desktop sau mobile etc. Piața de publicitate online a fost estimată pentru anul 2007 în România la 12 milioane de euro, estimându-se pentru anul 2008 o creștere cu aproximativ 40%.

## Începuturi
Datorită specificităților mediilor online acest domeniu a avut, inițial, de întâmpinat reticențe și din cauza faptului că anii de pionerat ai publicității online au decurs fără a se putea stabili o standardizare a modului de lucru. Compania americană Interactive Advertising Bureau a avut meritul de a fi impus primele standarde în acest domeniu.

## Moduri de achiziționare
Există trei moduri de a achiziționa publicitate online: CPM (Cost per Mille), CPC (Cost per Click) și CPA (Cost per Action).
- CPM - Cost Per Mille - mai este cunoscut și sub denumirea de Cost per Impression. Publicitatea se achiziționează la număr de afișări: 1 CPM = costul pentru 1.000 de afișări.
- CPC - Cost Per Click. Publicitatea se achiziționează după numărul de clicuri care se fac pe o reclamă (imagine, de tip text sau animată). Cel mai cunoscut exemplu pentru acest tip de achiziționare este publicitatea pe motorul de căutare Google, care vinde publicitate pe clic.
- CPA - Cost Per Action. Publicitatea se achiziționează după numărul de acțiuni prestabilite generate de către utilizatorul care vede reclama. Fie că acesta completează un formular online, fie că va achiziționa un produs, plata acestui tip de publicitate este corelată cu acțiunea predeterminată a utilizatorului.

În plus,
- CPL - Cost Per Lead. Este o derivare sau o delimitare din CPA. După ce utilizatorul a făcut clic pe reclamă ajunge pe situl promovat. Utilizatorul trebuie să se autentifice și să achizitioneze un produs sau un serviciu. Banii reveniîi publisher-ului unde s-a făcut publicitate reprezintă un procentaj (care variază) din valoarea produsului sau serviciului achiziționat de către utilizatorul ajuns prin reclama la situl promovat.

## Tipuri de bannere
- Floating ad: este o reclamă care se deplasează în pagină în același timp cu ecranul utilizatorului când derulează conținutul unei pagini.
- Expanding ad: este un banner publicitar care își modifică dimensiunile (se extinde) automat sau în urmă unei acțiuni a utilizatorului (de exemplu trecerea cu pointerul mausului peste reclamă).
- Wallpaper ad: este un tip de reclamă care schimbă fundalul paginii care este citită de vizitator.
- Trick banner: Un banner care arată ca o fereastră de dialog cu butoane. De multe ori simulează un mesaj de eroare sau o alertă (de exemplu: Aveți un mesaj!). Se bazează pe inducerea în eroare a utilizatorului și din această cauza poartă această denumire.
- Pop-up: O fereastră publicitară care se deschide peste pagina deschisă de utilizator pentru a o citi.
- Pop-under: Este similară Pop-up-ului, doar că fereastra se va deschide în spatele ferestrei curente și va fi văzută abia după ce fereastra curentă va fi închisă.
- Video ad: este un banner publicitar care prezintă mesaje publicitare în format video. Se apropie de spoturile publicitare caracteristice televiziunii.